# Jakob Sauers hus

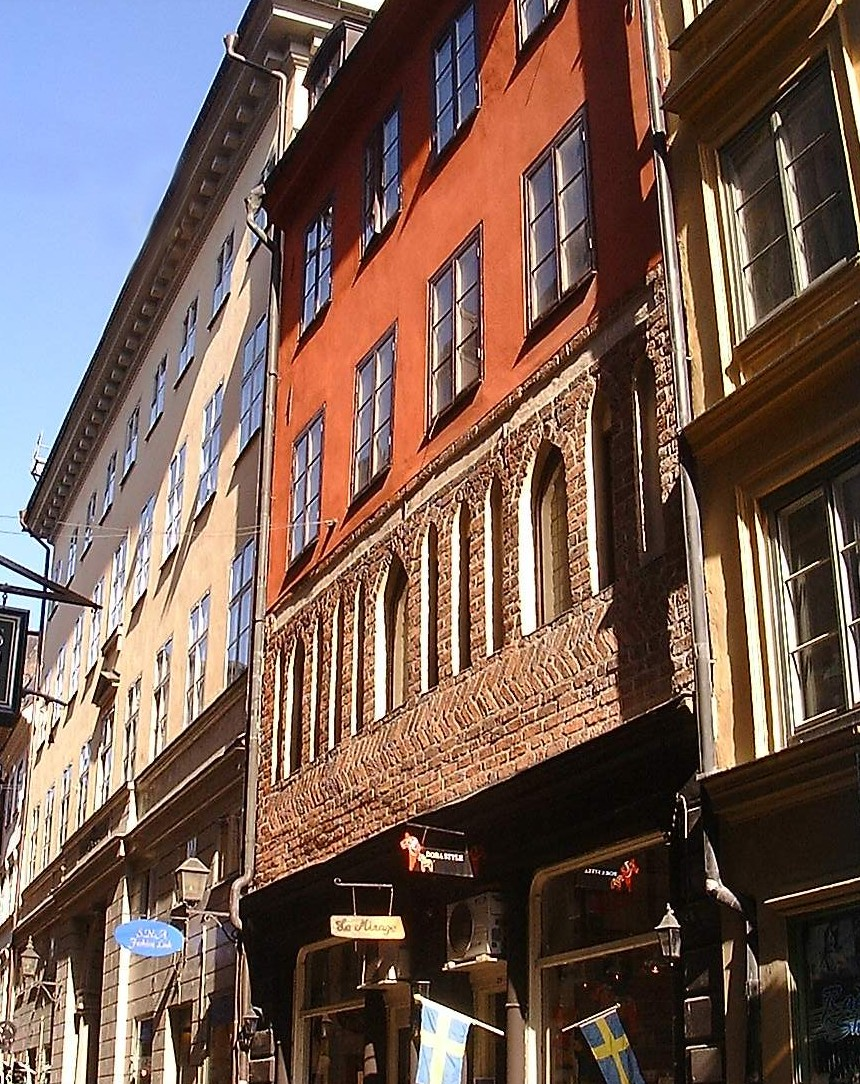
Västerlånggatan 29

Jakob Sauers hus ligger i kvarteret Iris vid Västerlånggatan 29, i Gamla stan, Stockholm. Huset har murverk från medeltiden bevarat.

## Beskrivning

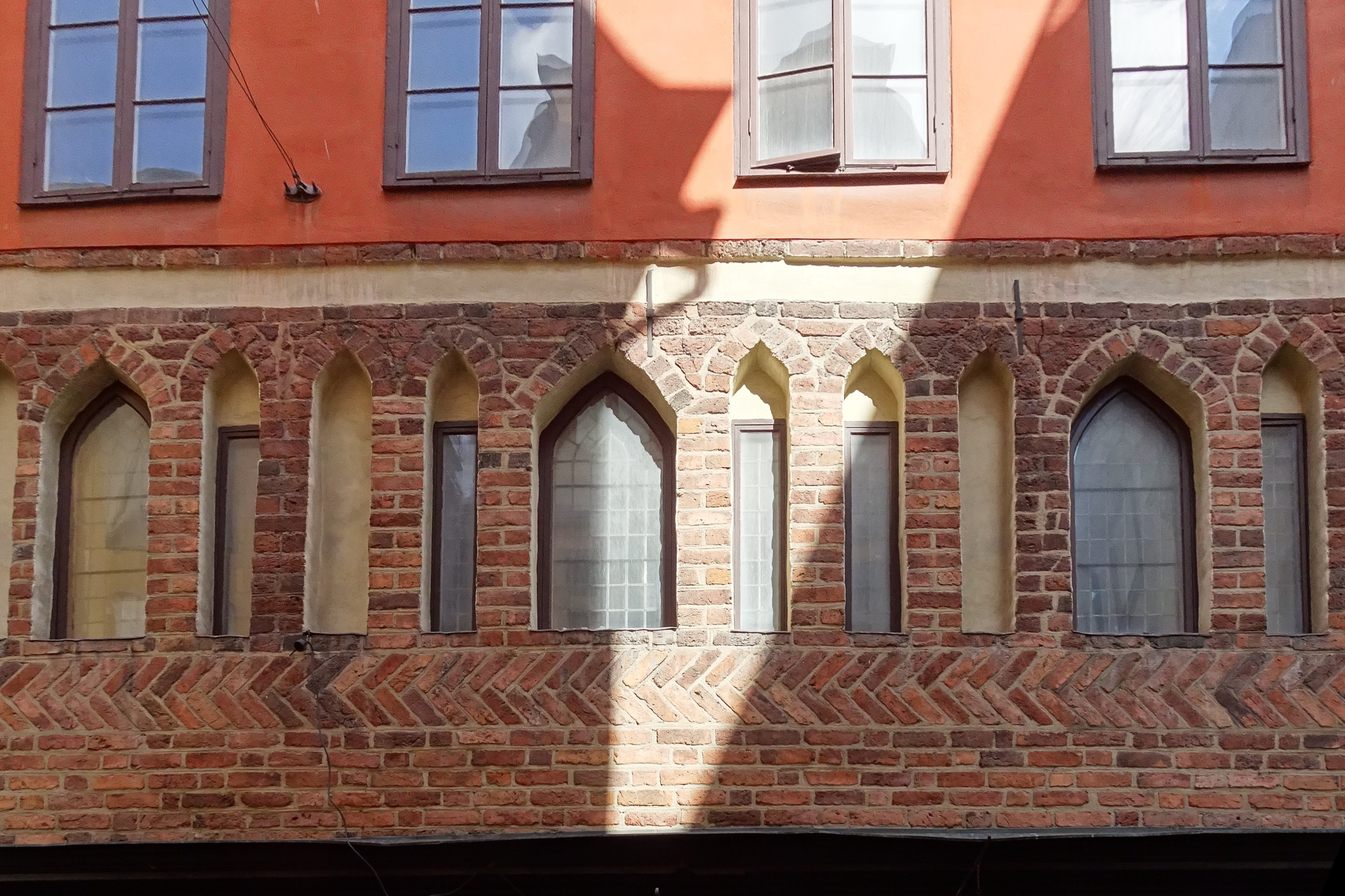
Fasaddetalj.

Huset uppfördes på 1300-talet och byggdes om på 1600-talet. Fasaden är ett exempel på hur medeltida tegelfasader kunde vara rik gestaltade med mönstermurning i fiskbensmönster, spetsbågiga muröppningar och blinderingar. Jakob Sauer, som huset är kallat efter var en tenngjutare, som lät bygga respektive bygga om huset år 1780 av arkitekt Lorentz Kolmodin (1743-1826) varvid delar av ursprungsbyggnaden behölls. Kolmodin var en ofta anlitad arkitekt och murmästare i Stockholm och uppförde 30 nybyggnader mellan åren 1776 och 1808 i staden.
Förändringar genomfördes även 1889 genom arkitekt Johan Arvid Vallin, då butiksfasaden fick sitt nuvarande utseende. Ändringsritningen daterad 2 oktober 1889 bär dåvarande stadsarkitekt Ludvig Hedins godkännande namnteckning.
Vid en renovering på 1940-talet rekonstruerades de spetsbågiga muröppningarna på första våningen. Fasaden har stora skyltfönster med gjutjärnskolonner från ombyggnaden under 1890-talet, som var en anpassning och modernisering som många byggnader längs Västerlånggatan och Österlånggatan genomgick.